# Where the Heart Is (Amerikaanse soap)
Where the Heart Is is een soapserie, die op CBS werd uitgezonden van 8 september 1969 tot 23 maart 1973. De soap telt in totaal 912 afleveringen.
De show was een bescheiden succes maar werd geannuleerd samen met Love is a Many Splendored Thing om plaats te ruimen voor The Young and the Restless. Where the Heart Is was een van de eerste soaps die een jong publiek aantrokken.

## Productie
De serie werd bedacht door Lou Scofield en Margaret DePriest. Zij waren aanvankelijk ook de primaire schrijvers voor de serie. Een jaar na de première werden ze opgevolgd door Pat Falken Smith. Hij werd in 1972 op zijn beurt opgevolgd door Claire Labine en Paul Avila Mayer. De serie werd geproduceerd door Tom Donovan en geregisseerd door Richard Dunlap.
Sommige mensen geloven dat de serie gebaseerd is op Grace Metalious’ controversiële roman Peyton Place. In werkelijkheid was de serie CBS’ eigen poging tot het maken van een serie over een psychosexuele familie, als antwoord op NBC’s populaire Days of our Lives.

## Opzet
De serie speelt zich af in het fictieve plaatsje Northcross, Connecticut, en draait om het leven van het probleemgezin Hathaway. Bij aanvang van de serie sterft de vorige patriarch van deze familie, rechter Daniel Hathaway. Hij laat drie volwassen kinderen na: Julian (James Mitchell), een professor literatuur aan de lokale universiteit, Kate (Diana van der Vlis), een sympathieke maar seksueel onaantrekkelijke student rechten, en Allison (Louise Shaffer), het zwarte schaap van de familie. Zij heeft jaren terug het gezin verlaten met haar zus’ verloofde Roy Archer, maar keert nu terug met hem om de begrafenis van haar vader bij te wonen. Ze besluiten zich nadien weer in het huis van de Hathaway’s te vestigen, tot ongenoegen van Kate, Julian en de huishoudster Stella (Bibi Osterwald).
De rest van de serie volgt de belevenissen van de drie.